# 東部區 (阿曼)
東部省（阿拉伯语：‎）是阿曼的一個省，位於該國最東部，位於阿曼灣和阿拉伯海之間。面積36,800平方公里，2003年人口313,761人。首府蘇爾。下分11區。
2011年10月28日阿曼政府对行政区划重新调整，原東部区被南北分为東北省及東南省两个省。